# Raoul Blanc
Raoul Blanc est un footballeur français né le 28 août 1905 à Marseille et mort le 2 juillet 1985 à Cornillon-Confoux. Il évolue au poste de milieu de terrain.

## Carrière
Au cours de ses huit saisons passées avec l'O.M., Raoul Blanc remporte la Coupe de France en 1924 et en 1926. Il était titulaire lors des deux finales.
Il remporte le championnat de France amateur en 1929, le championnat de Sud-Est en 1929 et 1930.
Il remporte également la Coupe de Provence en 1924.